# Le Musée vivant
Pour plus de détails, voir Fiche technique et Distribution.
Le Musée vivant est un film documentaire belge de 34 minutes en couleur de Henri Storck de 1965.

## Synopsis
Il s'agit d'une visite guidée montrant les ressources des musées belges, avec le concours du quatuor vocal de Bruxelles et de l'orchestre des Concerts de midi, le musée instrumental du Conservatoire royal de musique à Bruxelles, les établissements Léon Dubois à Trazegnies, le Musée de Mariemont, la Maison d'Érasme à Anderlecht, le musée de la Céramique à Raeren, le musée ducal à Bouillon...

## Fiche technique
- Titre : Le Musée vivant
- Réalisation : Henri Storck
- Pays :  Belgique
- Genre : Documentaire
- Durée : 34 minutes
- Dates de sortie : 
  -  Belgique : 1965